# Beinn Mheadhoin (Cairngorms)
Der Beinn Mheadhoin, (gälisch für Mittelberg oder mittlerer Berg) ist ein 1.182 m (3.878 ft) hoher Berg in Schottland. In der Zählung der Berge mit einer Mindestschartenhöhe von 150 m ist er der zehnthöchste Berg Großbritanniens. Der als Munro und Marilyn eingestufte Berg liegt im Zentrum der Cairngorms und ist einer der abgelegensten Berge der Region. Vor seiner Nordflanke erstreckt sich der Loch Avon.
Der Gipfel ist weit ausladend und flach. Er ist bekannt für die Felsformationen im Gipfelbereich: große Findlinge, die am Ende der letzten Eiszeit von den sich zurückziehenden Gletschern hier abgelagert wurden. Der höchste Punkt des Berges ist eigentlich die Oberseite eines der größten Findlinge, die nach einfacher Kletterei zu erreichen ist.
Wegen der Abgelegenheit des Berges ist es notwendig, das Cairn Gorm Plateau  zu überschreiten, um den Beinn Mheadhoin zu besteigen. Die kürzeste Aufstiegsroute beginnt am Coire-Cas-Parkplatz am Fuße des Cairn-Gorm-Ski-Gebiets und folgt anfänglich dem Bergkamm Fiacaill à Choire Chais. Von der Kammhöhe
steigt der Weg dem Raibert-Kar folgend zum Gebirgssee Loch Avon ab. Die Route umrundet den See, am sogenannten Shelter Stone vorbei, bevor sie wieder zum Loch Etchachan ansteigt. Von hier aus führt der Steig zum Gipfelkamm hinauf. Diese Route ist etwa 20 km lang, wobei 1400 Höhenmeter im Anstieg zu bewältigen sind.
Der Beinn Mheadhoin kann auch von Süden aus über Glen Derry bestiegen werden. Diese Route ist deutlich länger, die Strecke kann jedoch per Fahrrad zurückgelegt werden, um die Zeit für den Anstieg zu verkürzen. Ein Anstieg aus dieser Richtung kann mit der Besteigung des Derry Cairngorm verbunden werden.